# Jared Murillo
Jared Makaio Murillo  (Honolulu, Hawái, 6 de agosto de 1988) es un bailarín, coreógrafo, cantante y guitarrista estadounidense, más conocido por sus trabajos como bailarín en las películas de Disney Channel, High School Musical, High School Musical 2 y por tener una aparición especial en High School Musical 3: Senior Year. Actualmente es uno de los integrantes de la boyband estadounidense V Factory.

## Primeros años
Nació en Honolulu, Hawái. És el cuarto de siete hijos. A los 5 años, comenzó a cantar en la iglesia. Para cuando tenía 8 años, actuó con Donny Osmond, en la producción de Yosef y su Sorprendente Manto de Sueños en Tecnicolor.  Era el miembro más joven del elenco del espectáculo. Tres años más tarde, a la edad de 11 años, fue elegido para presentarse en el famoso Circuito de Carreras de Suzuka en Nagoya, Japón. Es miembro de La Iglesia de Jesucristo de los Santos de los Últimos Días. Jared comenzó su entrenamiento en el Center Stage realizando artes en Orem, Utah. Los padres de Jared son los dueños. Este es el mismo estudio que ha producido Julianne Hough, Derek Hough, Ashly DelGrosso-Costa, Chelsie Hightower, Jaymz Tuialeva y Hefa Tuita.

## Carrera
En 1994, compitió en el baile de salón y se convirtió en campeón nacional. Pronto alcanzó el éxito en la pista de baile y comenzó a ganar varios eventos en todo el país. Esto llamó la atención y la atención del entrenador y coreógrafo de talla mundial, Buddy Schwimmer. A los 14 años, se fue a vivir por tres años en el sur de California. Logró su objetivo de ganar títulos mundiales y nacionales cuando logró con su pareja el Swing Mundial, Swing de Estados Unidos, los Campeonatos Latinos de Salón de la Juventud de Estados Unidos y el Campeonato Nacional de Danza AAU.
En 2002, los Juegos Olímpicos de Invierno llegaron a Salt Lake City, donde Murillo actuó como parte de las Ceremonias de Apertura. Fue allí donde conoció a Kenny Ortega que coreografió el espectáculo. Aunque no se dieron cuenta en ese momento, solo tres años más tarde volverían a encontrarse como bailarines principales en la producción de High School Musical de Disney Channel. En enero de 2003, Murillo se emparejó con Lacey Schwimmer, y los dos comenzaron a competir en un nivel junior.
En 2006, apareció en la serie High School Musical y en 2007 fue miembro de los bailarines de a`pyo de High School Musical: The Concert por Estados Unidos, Canadá y Latinoamérica. También aparece en los videos musicales de Ashley Tisdale, «Be Good to Me», «He Said She Said» y «Not Like That». También hizo una aparición en The Suite Life of Zack and Cody, apareciendo en el episodio «Loosely Ballroom» como un competidor en la competencia de baile. Sin embargo, no fue acreditado por el papel. También actuó en un episodio de Big Time Rush.
Participó en la serie 8 de la serie de televisión de la BBC series Strictly Come Dancing. Su compañera profesional fue Aliona Vilani y su pareja celebridad fue Tina O'Brien. No bailaron en la tercera semana, ya que Tina tenía varicela. Sin embargo, no regresó para la serie 9. Jared también participó en «Glee: The Tour» como miembro de Vocal Adrenaline.

### V Factory
Murillo en 2006 se convirtió en miembro de una boyband de pop, R&B y urban, V Factory. La banda comenzó en septiembre de 2006 cuando Tommy Page descubrió a Jared presentándose en el concierto de High School Musical. Luego formó el grupo alrededor de Jared. Love Struck fue lanzado el 27 de enero de 2009 en iTunes. 
Firmaron un contrato con Warner Bros. Records más tarde ese año y actualmente están bajo la administración de Tommy Page.

## Vida personal
Murillo mantuvo una relación sentimental durante 3 años con la actriz y cantante estadounidense Ashley Tisdale. Desde 2009, mantiene una relación con Ashley Galvan.